# Victor Winding
Pour les articles homonymes, voir Winding.
Victor Winding, né le 30 janvier 1929 à Londres et mort le 9 octobre 2014 (à 85 ans) à Pontypool au Pays de Galles, est un acteur britannique. 

## Filmographie

### Cinéma
- 1964 : Dans les mailles du filet : Stan (non crédité)
- 1974 : Frightmare : Détective Inspecteur
- 1976 : Mortelles confessions (House of Mortal Sin) : Dr. Gaudio
- 1976 : Schizo : le sergent
- 1978 : La Grande Menace : Officier de police
- 1978 : The Sailor's Return : le capitaine

### Télévision
- 1959 : Three Golden Nobles (série télévisée) : le second voleur (épisode Freedom!)
- 1960 : The Splendid Spur (série télévisée) : Snitch (épisodes The Godsend, Joan of the Tor et The End of the Gleys)
- 1961: Probation Officer (série télévisée)
- 1963 - 1964 : No Hiding Place (série télévisée) : Loftus Miller (épisode The Smoke Boys) / Pinky Clayton (épisode One Redeeming Feature)
- 1963 - 1967 : ITV Play of the Week (série télévisée) : Major Redfern (épisode For King and Country #3: Tunnel Trench) / Frank Mumby (épisode Cry Baby Bunting)
- 1964 : Thursday Theatre (série télévisée) : Sir Thomas Wyatt (épisode The Young Elizabeth)
- 1965 : A Tale of Two Cities (série télévisée) : Marquis St. Evrémode (1 épisode)
- 1965 : Emergency-Ward 10 (série télévisée) : Dr. Fairfax (41 épisodes)
- 1966 : Court Martial (série télévisée) : Jarvis (épisode Let No Man Speak)
- 1966 : The Informer (série télévisée) : Jack Lee (épisode In Memorium)
- 1966 : Dixon of Dock Green (série télévisée) : Sergent (épisode Grenade)
- 1966 : ITV Sunday Night Drama (série télévisée) : Pasikrates (épisode Four Triumphant: St George)
- 1967 : Le Saint (série télévisée) : Braddock (épisode To Kill a Saint)
- 1967 : Blandings Castle (série télévisée) : agent de police (épisode The Great Pumpkin Crisis)
- 1967 : Docteur Who (série télévisée) : Spencer (6 épisodes)
- 1968 : The Gamblers (série télévisée) : Officier de prison Cashin (épisode Thirty Stretch)
- 1968 : The Ronnie Barker Playhouse (série télévisée) : le directeur (épisode Ah, There You Are)
- 1968 : The Jazz Age (série télévisée) : Tilley (épisode Post Mortem)
- 1968 - 1971 : The Expert (série télévisée) : Det. Chief Insp. Fleming (51 épisodes)
- 1970 - 1973: The Flaxton Boys (série télévisée) : Benjamin Sweet / Barnaby Sweet (37 épisodes)
- 1971 : Owen, M.D. (série télévisée) : Bert Andrews (épisodes The Kingfisher, Part 1 & 2)
- 1972 : The Befrienders (série télévisée) : Callaghan (épisode Fallen Star)
- 1972 : The Man Outside (série télévisée) : Vic (épisode Murder Story)
- 1972 : Six Faces (série télévisée) : Vic (épisode Commonwealth of Malignants)
- 1973 : Menace (série télévisée) : Newman (épisode Judas Goat)
- 1973 : Warship (série télévisée) : Slater (épisode Off Caps)
- 1973 : Angoisses (série télévisée) : Détective Sergent Rainer (épisode Ring Once for Death)
- 1974 : La chute des aigles (mini-série télévisée) : Azeff (épisode The Appointment)
- 1974 : Crown Court (série télévisée) : Edward Blaney (épisode The Wreck of the Tedmar: Part 1)
- 1974 - 1976 : Z Cars (série télévisée) : Dr. Sawyer (épisode Losers) / Arthur Barber (épisode Say Goodbye to the Horses)
- 1976 : Emmerdale Farm (série télévisée) : Tad Ryland (4 épisodes)
- 1977 : Whodunnit? (série télévisée) : John Davis (épisode No Happy Returns)
- 1978 : Secret Diaries (mini-série télévisée) : Mr. Holmes (épisode Kenneth Holmes' Notebook)
- 1978 - 1979 : Crossroads (série télévisée) : Victor Lee (49 épisodes)
- 1980 : Armchair Thriller (série télévisée) : Détective Inspecteur Sayers (épisodes The Circe Complex: part 3, 4 & 5)
- 1981 : Bognor (série télévisée) : Ramble (4 épisodes)
- 1983 : It Takes a Worried Man (série télévisée) : George (épisode Scenes from Country Life)
- 1983 : Jemima Shore Investigates (série télévisée) : Inspecteur en chef Norries (épisode Death à la Carte)
- 1983 : Angels (série télévisée)
- 1984 : Shelley (série télévisée) : Sarg (épisode Owed to the Electrician)
- 1984 : A Winter Harvest (série télévisée) : Vet (épisodes The Lie of the Land et Rough Weather)
- 1986 : Yes, Prime Minister (série télévisée) : policier (épisode The Key)
- 1986 - 1987 : Strike It Rich! (série télévisée) : Baxter (12 épisodes)
- 1988 : Menace Unseen (série télévisée)
- 1989 : The Bill (série télévisée) : Mr. Watson (épisode Bad Company)
- 1992 : Crime Story (série télévisée) : Kenneth Pigot (épisode Deadly Obsession)
- 1993 : Casualty (série télévisée) : Billy (épisode Everybody Needs Somebody)